# 斯塔維謝 (庫皮揚斯克區)
49°37′48″N 37°8′34″E / 49.63000°N 37.14278°E
斯塔維謝（烏克蘭語：Ставище）是位於烏克蘭東部的村莊，由哈爾科夫州庫皮揚斯克區的舍夫琴科韦市镇負責管轄。該村處於中巴拉克利卡河畔，距離彼得羅皮利亞1公里，始建於1920年，面積0.74平方公里，海拔高度161米，2001年人口64。